# Risoba avola
Risoba avola är en fjärilsart som beskrevs av Bethune-Baker 1906. Risoba avola ingår i släktet Risoba och familjen trågspinnare. Inga underarter finns listade.